# Gama-butirolakton
gama-butirolakton (γ-butirolakton ili GBL) je higroskopna bezbojna uljasta tečnost sa slabim karakterističnim mirisom, rastvorana u vodi. GBL je uobičajeni rastvarač i reagens u hemiji. On se koristi kao jedinjenje arome, kao sredstvo za uklanjanje mrlja, i superlepka, kao sredstvo za uklanjanje boje, i kao rastvarač u nekim mokrim aluminijumskim elektrolitičkim kondenzatorima. U telu čoveka on dejstvuje kao prolek za , i koristi se kao rekreacioni intoksikant.

## Nalaženje
je nađen u ekstraktima iz uzoraka čistih vina. Ovaj nalaz ukazuje da je GBL prirodna komponenta nekih vina, i da može da bude prisutan u sličnim proizvodima. Detektovane koncentracije su približno 5 μg/mL i lako se opažaju koristeći jednostavne ekstrakcione tehnike i / analizu.

## Priprema
se može sintetisati iz gama-hidroksibuterne kiseline (GHB) odstranjivanjem vode ili destilacijom iz takve smeše. On se takođe može dobiti putem oksidacije tetrahidrofurana (THF). Jedan takva proces, sa GBL prinosom od 80%, koristi brom generisan in situ iz vodenog rastvora natrijum-bromata i kalijum-bisulfata. Jedan drugi proces koristi komercijalno-dostupan kalcijum hipohlorit u prisustvu aktivirajuće sirćetne kiseline i odgovarajućeg rastvarača kao što je acetonitril.

## Spoljašnje veze
- Erowid o GBL-u
- Lek koji uklanja farbu i ubija
- „Sve o GHB-u“